# Šentilj
Šentilj (in tedesco Spielfeld) è un comune di 8 074 abitanti della Slovenia nord-orientale.